# Jean-Pierre Vigier (homme politique)
Pour les articles homonymes, voir Vigier et Jean-Pierre Vigier.
Jean-Pierre Vigier (dit Peter Vigier pour le différencier de son père), né le 22 octobre 1969 à Brioude (Haute-Loire), est un homme politique français, député de la Haute-Loire depuis 2012. Il est membre des Républicains.

## Biographie
Ingénieur et diplômé d'études approfondies en informatique, Jean-Pierre Vigier (Peter) est le fils de Jean-Pierre Vigier, ancien maire (UDF puis MoDem) de Lavoûte-Chilhac, en Brivadois, également dernier conseiller départemental du canton.
Fonctionnaire territorial, il est successivement directeur administratif et financier du Syndicat mixte d’aménagement touristique (SMAT) du Haut-Allier, qu'il préside depuis avril 2015, puis directeur général des services de la ville de Saint-Flour (Cantal).
Parallèlement, il s'engage à la suite de son père dans une carrière politique. Il lui succède en 2008 à la tête de la commune de Lavoûte-Chilhac, avant d'être suppléant du président du conseil général Gérard Roche pour les élections sénatoriales de 2011. En 2012, à la suite du retrait du candidat initialement pressenti pour succéder au député Jean Proriol, le maire de Brioude Jean-Jacques Faucher, il est finalement désigné candidat de la « majorité départementale ».
À l'issue d'un duel avec le vice-président du conseil régional d'Auvergne André Chapaveire (PS), il est élu député dans la 2e circonscription de la Haute-Loire lors des élections législatives de 2012.
Apparenté au groupe UMP, il se spécialise dans les questions d'aménagement du territoire et d'agriculture à l'Assemblée nationale. Le 27 novembre 2012, il adhère au groupe Rassemblement-UMP présidé par François Fillon en tant qu'apparenté.
Il soutient Nicolas Sarkozy pour la primaire présidentielle des Républicains de 2016.
Il est réélu député en juin 2017, avec près de 64 % des voix, face au candidat de La République en marche Pierre Étéocle. Il cède son poste de maire du village à Jean-Jacques Merle, son premier adjoint, en raison de la loi sur le non-cumul des mandats. À la mort de celui-ci, c'est le deuxième adjoint, Jean-Marie Despeyroux, qui exerce l'intérim. Finalement, c'est le conseiller municipal Christian Dauphin qui est élu maire en septembre 2017.
Il parraine Laurent Wauquiez pour le congrès des Républicains de 2017, scrutin lors duquel est élu le président du parti.
Lors des élections législatives de 2022, il est réélu au second tour face à la candidate de la Nupes, Azelma Sigaux, avec 68,35 % des voix.
Après la dissolution de l'Assemblée nationale le 9 juin 2024, il se représente aux législatives. Il voit dans le score du RN aux Européennes un « cri d’alarme de très nombreux électeurs » et une « colère » qui « doit être entendue » mais ne se rallie pas à Eric Ciotti et se présente comme LR avec le soutien de la commission nationale d'investiture . Après sa réélection, il siège au sein du groupe droite républicaine et soutien les gouvernements Barnier et Bayrou dans le cadre de l'alliance avec Ensemble.